# 과테크네튬산
과테크네튬산(영어: Pertechnetic acid)은 화학식이 HO4Tc인 화합물로써 은 산화테크네튬(VII)(Tc2O7)과 물, 또는 질산, 농축 황산, 왕수와 같은 강력한 산화성 산과 반응하여 얻어지는 테크네튬 화합물이다. 암갈색의 흡습성 물질로, 0.32의 pKa값을 가진 강산이다. 수용액에서는 대부분 과테크네튬산 이온으로 해리된다.
황산과 같은 강산을 이용하는 경우 양성자 첨가 반응을 거쳐 팔면체형의 TcO3(OH)(H2O)2 이수화물 복합체를 형성한다.
수용액에서의 과테크네튬산 이온의 표준 전극 전위는 아래와 같다.

TcO4- + 2 H+  + e- {\displaystyle \rightleftarrows \ } TcO3(s) + H2O,    E°= 0.700 V
TcO4- + 4 H+  + 3 e- {\displaystyle \rightleftarrows \ } TcO2(s) + 2 H2O,    E°= 0.738 V
TcO4- + 8 H+  + 7 e- {\displaystyle \rightleftarrows \ } Tc(s) + 4 H2O,    E°= 0.472 V